# Kythera

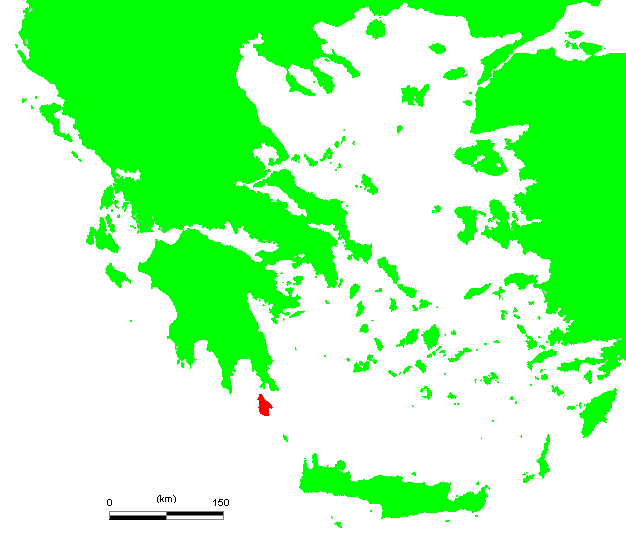
Läge i Grekland

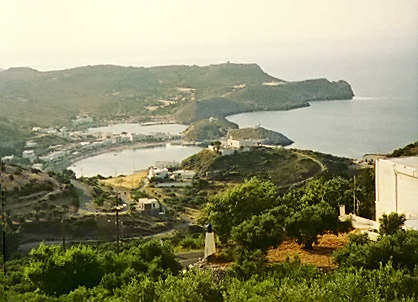
Vy från Kytheras huvudstad Hora

Kythera, även Kythira eller Tsirigo (grekiska: Κύθηρα), är en ö i Grekland söder om Peloponnesos utanför Lakoniska bukten med en yta på 279 km².
Under antiken var ön var en av de äldsta huvudplatserna för kärleksgudinnan Afrodites dyrkan och hon fick därför tillnamnet Cytherea.
Ön präglas av sin oländiga terräng med djupa vikar och branta klippor. Arkitekturen på Kythera är en blandning av traditionella, klassiska och venetianska element.
I början av 1000-talet f.Kr. var Kythera en minoisk koloni. En berömd helgedom, Afrodites tempel på Kythera, fanns här från 600-talet f.Kr. År 424 f.Kr. hamnade ön under Atens överhöghet och har under seklernas gång hamnat under romersk, bysantinsk venetianskt och osmanskt inflytande. Dessutom har Kythera vid flera tillfällen plundrats av pirater. 1864 blev ön en del av det självständiga Grekland.
Liksom många andra öar i Egeiska havet lider Kythera av avfolkning och den nuvarande befolkningen ligger omkring 2 500 invånare. Omkring 100 000 utvandrade öbor och deras släktingar lever idag i Australien.
Den 26 februari 1916 förliste fartyget SS Provence II väster om Kythera vilket var den värsta fartygskatastrofen under första världskriget.
Mittemot Kythera, 38 km söderut, ligger ön Antikythera.